# セイリエント作戦
セイリエント作戦 (Operation Salient) は第二次世界大戦中のマルタへの航空機輸送作戦の一つ。
空母「イーグル」がスピットファイア32機を載せ、軽巡洋艦「カリブディス」、「カイロ」、駆逐艦「パートリッジ」、「Ithuriel」、「アンテロープ」、「Wishart」、「Wrestler」、「Westcott」と共に1942年6月8日に出撃。6月9日にバレアレス諸島の南東でマルタへ向けてスピットファイアを発進させた。スピッツファイアは32機全機マルタに着いた。
6月10日、ジブラルタルに帰投。
この作戦により、マルタの使用可能なスピットファイアは95機となった。この作戦に続いてマルタへの補給作戦（ハープーン作戦、ヴィガラス作戦）が実施されている。